# Síň slávy astronautů Spojených států

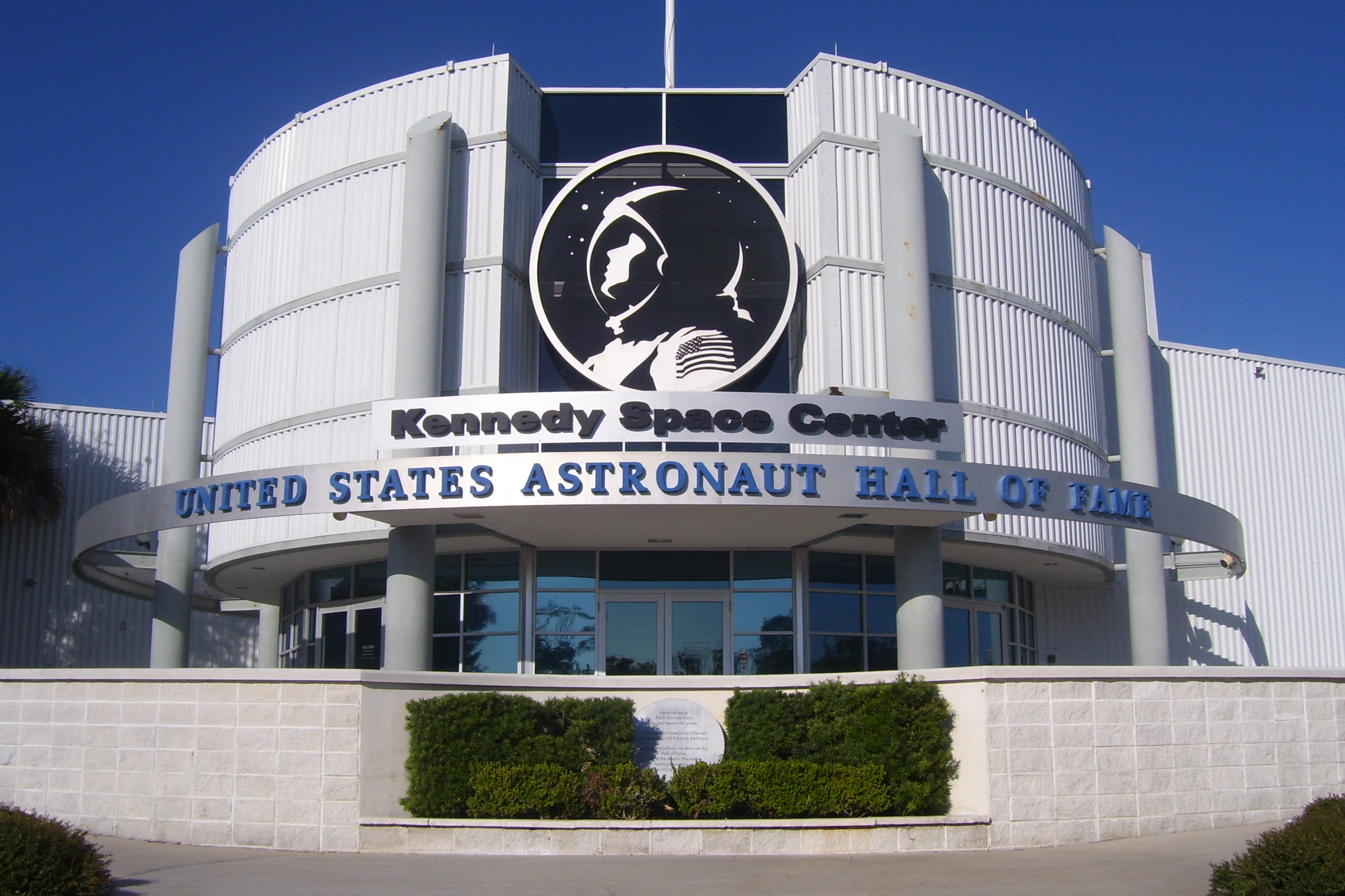
Vstupní hala Síně slávy astronautů

Síň slávy astronautů Spojených států (anglicky United States Astronaut Hall of Fame) je muzeum v Titusville na Floridě ve Spojených státech amerických určené pro nejvýznamnější astronauty Spojených států. Vystavuje také předměty spojené s kosmickými lety, například skafandr Gusse Grissoma z jeho suborbitálního letu Mercury-Redstone 4, nebo kosmickou loď Mercury Sigma 7. Muzeum je součástí Kennedyho vesmírného střediska.
Myšlenka na založení síně slávy pro astronauty tak, analogicky k jiným síním slávy, již ve Spojených státech amerických existujících, vznikla v 80. letech 20. století. Iniciativu ve vytvoření muzea měli přeživší astronauti programu Mercury.
Síň slávy astronautů byla otevřena 29. října 1990. Roku 2002 kvůli finančním problémům přerušila činnost, ale byla koupena NASA, přičleněna do návštěvnického komplexu Kennedyho vesmírného střediska a znovuotevřena.